# 15 cm ciężka haubica vz. 25
15 cm hrubá houfnice vz. 25 – ciężka haubica czechosłowacka produkowana w okresie międzywojennym, w czasie II wojny światowej używana przez oddziały niemieckie i słowackie.
Haubica vz. 25 była pierwszą działem zaprojektowanym w zakładach Škoda po I wojnie światowej.  Do służby weszła w 1925, produkowano ją do 1933. Po okupacji Czechosłowacji przez III Rzeszę, weszła na wyposażenia Wehrmachtu jako 15 cm schwere Feldhaubitze 25(t) (15 cm sFH 25(t)).  Na wyposażeniu Wehrmachtu pozostała do 1942.